# Cochliomyia hominivorax

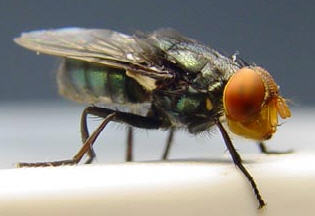
Su estadio imaginal (adulto).

El gusano barrenador del ganado o bichera (Cochliomyia hominivorax) es una especie de mosca de la familia Caliphoridae cuya larva es un parásito de los vertebrados de sangre caliente (incluidos los humanos), sin que muestre una preferencia por alguno de ellos. Las hembras de este díptero no depositan sus huevos en materia fecal, o en tejido muerto, sino que lo hacen en los bordes de las heridas, en las mucosas lesionadas o en los alrededores de los orificios naturales escarificados.
La hembra de Cochliomyia hominivorax deposita entre 10 y 500 huevos (como promedio 200), todos orientados en una misma dirección, los cuales forman una masa plana característica en forma de tejado.
En condiciones ideales las larvas nacen antes de las 24 horas después de la ovoposición e inmediatamente comienzan a alimentarse de los tejidos vivos de su huésped, situándose con la cabeza hacia abajo y penetrando en forma de barreno haciendo cada vez la herida más profunda. Esta herida suele atraer a otras moscas las cuales también depositan sus huevos agravando de esta forma la miasis. Las larvas alcanzan la madurez en unos 7 días y entonces abandonan la herida, dejándose caer al suelo, donde, después de enterrarse, comienzan el estadio de pupación. Si las condiciones le son favorables para su desarrollo antes de que transcurran 10 días de haber abandonado a su huésped emergerá la mosca adulta.